# Alexandra Petrovna d'Oldenbourg
Alexandra Petrovna d'Oldenbourg (en russe : Александра Петровна Ольденбургская), née selon les sources le 26 mai ou le 2 juin 1838 à Saint-Pétersbourg, décédée le 26 avril 1900 à Kiev, est une grande-duchesse de Russie par son mariage avec le grand-duc Nikolaï Nikolaïevitch de Russie. 
Elle est surnommée « Alek ».

## Famille

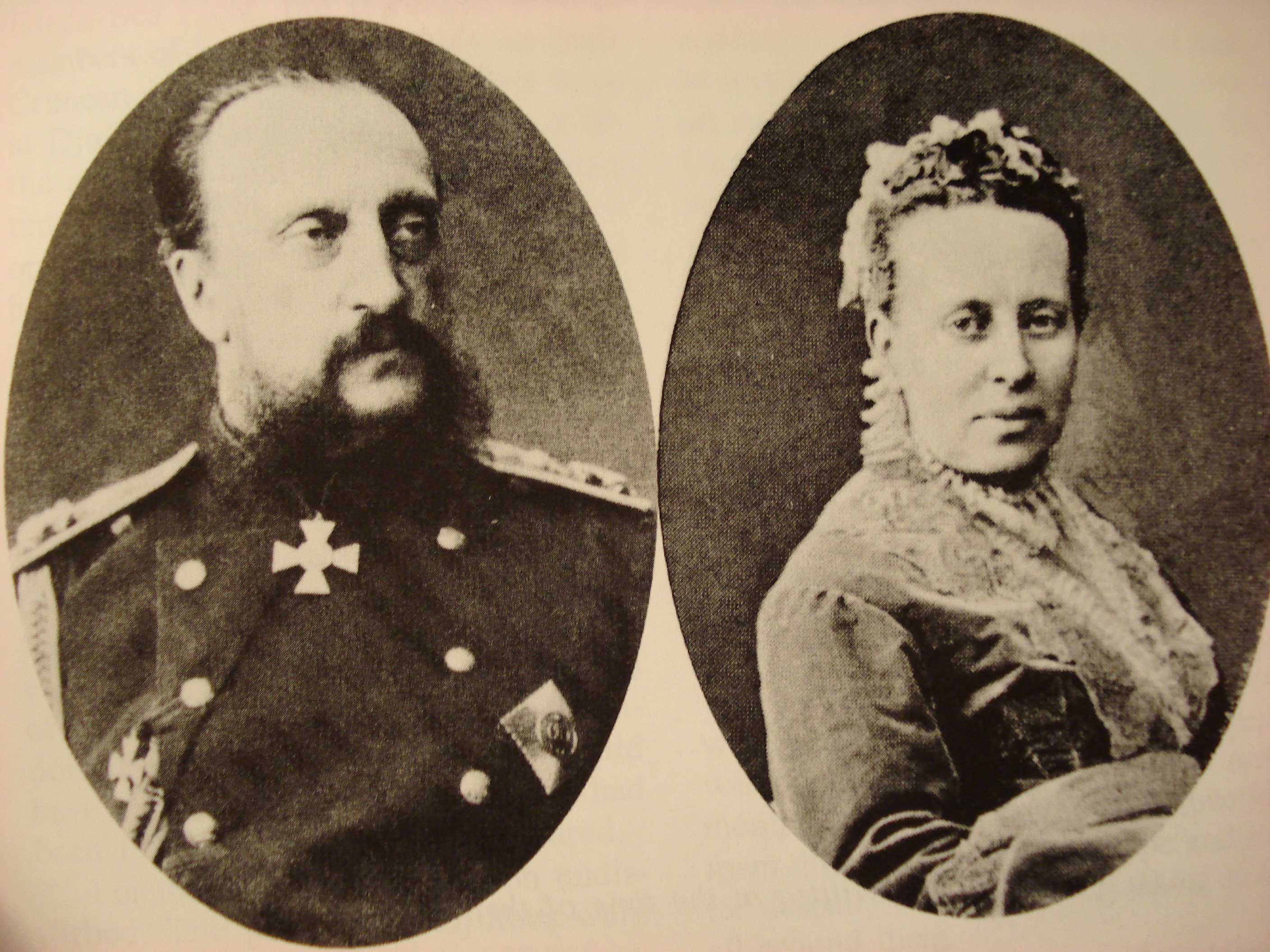
La grande-duchesse Aleksandra Petrovna d'Oldenbourg et son époux le grand-duc Nikolaï Nikolaïevitch de Russie.

Elle est le premier enfant et la fille aînée du prince Pierre Georgievitch d'Oldenbourg et de son épouse Thérèse de Nassau-Weilbourg.
Le 6 février 1856, Aleksandra Petrovna d'Oldenbourg épousa le grand-duc Nikolaï Nikolaïevitch de Russie (1831-1891), fils de Nicolas Ier de Russie et de Alexandra Fiodorovna.
Deux enfants naissent de cette union :
- Nikolaï Nikolaïevitch de Russie : (1856-1929) En 1907, il épouse la princesse Anastasia de Monténégro (1869-1935), fille de Nicolas Ier de Monténégro et de Milena Vukotić. (Descendance);
- Piotr Nikolaïevitch de Russie : (1864-1931), en 1889, il épouse Militza de Monténégro (1866-1951), fille de Nicolas Ier de Monténégro et de Milena Vukotić. (Descendance).

## Biographie
Friederike Wilhelmina, princesse Aleksandra d'Oldenbourg nait le 2 juin 1838 à Saint-Pétersbourg. Fils de la grande-duchesse Ekaterina Pavlovna de Russie, son père sert la Russie impériale et possède la citoyenneté russe.

### Enfance
En raison de l'absence de frères ou de sœurs, la princesse Alexandra d'Oldenbourg a une enfance solitaire, elle manqua de compagnons de jeux de son âge. La petite princesse est élevée au sein d'une famille harmonieuse, son éducation est soignée.
Comme son père, la grande-duchesse Aleksandra Petrovna d'Oldenbourg prend une part active dans les œuvres de charité : à Saint-Pétersbourg, elle fonde la Communauté des infirmières Pokrovskaya, un hôpital, une clinique, un orphelinat, une école d'infirmières (plus tard collège de jeunes filles). Comme représentante des orphelinats du Département de l'Impératrice Maria Fiodorovna dirigé par son père, elle joue un rôle très actif. Lors de la guerre russo-turque de 1877-1878, la grande-duchesse Aleksandra Petrovna de Russie, à ses propres frais, organise un détachement médical.

### Une union malheureuse

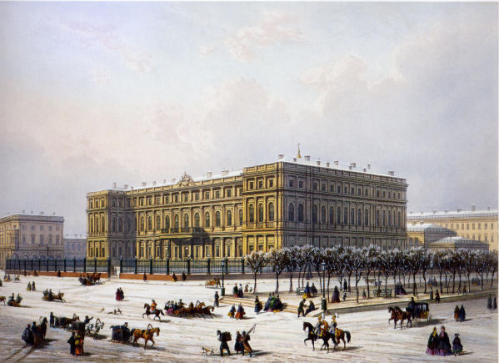
Le palais Nikolaïev en 1861.

Le 2 février 1856, la grande-duchesse Aleksandra Petrovna d'Oldenbourg épouse le grand-duc Nikolaï Nikolaïevitch de Russie. La vie du couple n'est pas très harmonieuse, le grand-duc est marié contre son gré. Dès le début du mariage, le couple connait des difficultés. Toutefois, le grand-duc traite son épouse avec courtoisie. Au début de leur union, attendant la fin des travaux du palais Nikolaïevsky, le couple vit au Palais d'Hiver. En 1861, ils emménagent dans ce palais nouvellement construit, c'est en ce lieu que nait leur second enfant. Cependant les relations entre le grand-duc et son épouse se détériorent rapidement. La grande-duchesse ne possède aucun goût pour la vie de cour et les toilettes élégantes, elle aime s'habiller modestement, elle consacre beaucoup de son temps à la religion et la pratique de la médecine, elle est également un peintre de talent. Elle n'est pas considérée comme une belle femme, mais sa sincérité et ses manières agréables attirent la sympathie. Elle est très appréciée par ses belles-sœurs, l'impératrice Marie de Hesse-Darmstadt et la grande-duchesse Alexandra de Saxe-Altenbourg. Initialement son époux prend ses idées au sérieux, il accepte de financer la construction d'un hôpital à Saint-Pétersbourg où les déshérités reçoivent des soins gratuits. Très souvent, la grande-duchesse exerce la médecine dans ce lieu et plus tard crée une école d'infirmières.

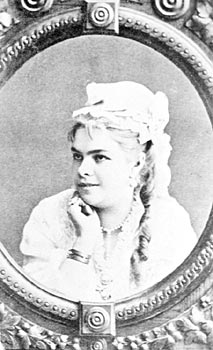
Ekaterina Pavlovna Tchislova.

Vers 1861, leur union se désagrège, le grand-duc et la grande-duchesse n'ont rien en commun. Sans charme, ne portant aucun intérêt à la vie en société, Aleksandra Petrovna d'Oldenbourg vit retirée de la vie de cour. Cette manière de vivre provoque l'irritation du grand-duc, très souvent, il se plaint de son manque de beauté, de sa modestie dans ses toilettes. Bientôt, le grand-duc Nikolaï Nikolaïeivtch de Russie s'éprend d'une danseuse du théâtre Krasnoïe, deux familles différentes se formèrent. Sa maîtresse, Catherine Pavlovna Tchislova (1846-1889), une ballerine lui donne quatre enfants. Après dix ans de mariage, le grand-duc Nikolaï Nikolaïevitch demande le divorce mais, pour une question religieuse, il lui est refusé.
Selon certaines sources, la grande-duchesse Aleksandra Petrovna d'Oldenbourg, en réaction à l’infidélité de son époux aurait donné naissance à un fils illégitime en 1868. À ce jour, aucune preuve ne vient étayer la véracité de ces rumeurs.
En 1870, de son mariage, la grande-duchesse Aleksandra Petrovna ne garde que de l'amertume., Dans la même période, souffrant d'un cancer du sein, la grande-duchesse passe de plus en plus de temps à Kiev où elle s'investit dans des associations charitables. Le grand-duc Nikolaï Nikolaïevitch demande au tsar des titres de noblesse pour sa maîtresse et ses enfants illégitimes, Aleksandra Petrovna d'Oldenbourg tente de faire intervenir Alexandre II de Russie, mais le tsar se contente de conseiller à son frère une plus grande discrétion et ferme les yeux sur l'inconduite de son frère.

## Sœur Anastasia

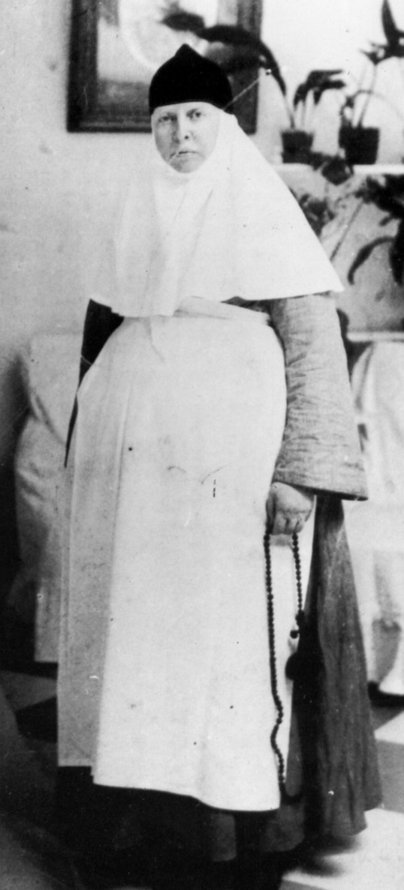
Sœur Anastasia.

En 1880, la grande-duchesse Aleksandra Petrovna d'Oldenbourg s'établit à Kiev au palais Mariinski. Elle refuse d'accorder le divorce à son époux. Le grand-duc espère survivre à son épouse, comme ce fut le cas pour son frère, le tsar Alexandre II de Russie, qui une fois veuf, a épousé sa maîtresse, la princesse Catherine Dolgorouki. Malgré un mauvais état de santé, la grande-duchesse Aleksandra Petrovna d'Oldenbourg survécut à la fois à son mari et à sa maîtresse. Ekaterina Pavlovna Tchislova meurt subitement le 13 décembre 1889 en Crimée et est inhumée au monastère Saint-Serge-de-la Trinité à Saint-Pétersbourg sous le nom de Ekaterina Gavriilovna Nikolaïev. Le grand-duc Nikolaï Nikolaïevitch de Russie survécut deux ans à sa maîtresse. Il meurt le 25 avril 1891 à Alupka (Crimée) d'un cancer de la gorge. La grande-duchesse Aleksandra Petrovna d'Oldenbourg refuse d'assister aux funérailles de son époux, la dépouille de son défunt mari est transportée via Kiev pour être inhumée en la cathédrale Saint-Pierre-et-Paul à Saint-Pétersbourg.
Son époux encore en vie, sous le nom religieux de « sœur Anastasia », la grande-duchesse Aleksandra Petrovna d'Oldenbourg prononce ses vœux le 3 novembre 1889 à Kiev. La même année, dans cette même ville, elle fonde le monastère Pokrovsky, un couvent de religieuses infirmières. Dans des bâtiments adjacents, elle ouvre un hôpital moderne pour les déshérités, une pharmacie gratuite, une école et un orphelinat pour jeunes filles, un orphelinat pour garçons, un refuge pour les femmes seules et les aveugles. Elle consacre sa vie à son œuvre, celle-ci est sa priorité. Au sein de son monastère, sœur Anastasia établit une stricte règle : le travail, la prière, la contemplation. Le nombre de postulantes de la première année s'élève à 400 personnes, le monastère ne pouvait recevoir que 150 moniales.
La grande-duchesse Aleksandra Petrovna d'Oldenbourg vit dans une simple cellule. Elle assiste à toutes les opérations chirurgicales, elle supervise personnellement la nutrition et la vie spirituelle au chevet des patients opérés.
Afin de prévenir une épidémie de typhus, en 1897, la grande-duchesse Aleksandra Petrovna d'Oldenbourg organise plusieurs hôpitaux spécialisés.
La grande-duchesse Aleksandra Petrovna d'Oldenbourg reste très proche de ses fils. En 1898, la grande-duchesse est en Crimée lorsque sa belle-fille la grande-duchesse Militza de Monténégro donne naissance à deux petites jumelles, dont l'une meurt après sa naissance. La grande-duchesse Aleksandra Petrovna d'Oldenbourg emmene avec elle la dépouille de sa petite-fille et l'inhume dans le cimetière du couvent de Kiev.

## Décès et inhumation
La grande-duchesse Aleksandra Petrovna d'Oldenbourg meurt d'un cancer de l'estomac au monastère de Pokrovsky de Kiev le 25 avril 1900, elle est âgée de 61 ans.
De nos jours, les religieuses entretiennent de nouveau la tombe de la religieuse dans le jardin du couvent et son œuvre se poursuit.

## Descendance
L'actuel chef de la Maison impériale de Russie et dirigeant de l'Association Famille Romanov, le prince Nicolas Romanovitch de Russie, son frère, le prince Dimitri Romanovitch de Russie sont les arrière-petits-fils de la grande-duchesse Aleksandra Petrovna d'Oldenbourg.

## Sources
- (en) Cet article est partiellement ou en totalité issu de l’article de Wikipédia en anglais intitulé « Duchess Alexandra Petrovna of Oldenburg » (voir la liste des auteurs).

- (it) Cet article est partiellement ou en totalité issu de l’article de Wikipédia en italien intitulé « Alessandra di Oldenburg » (voir la liste des auteurs).

- (ru) Cet article est partiellement ou en totalité issu de l’article de Wikipédia en russe intitulé « Александра Петровна » (voir la liste des auteurs).